# ケース・ウェスタン・リザーブ大学

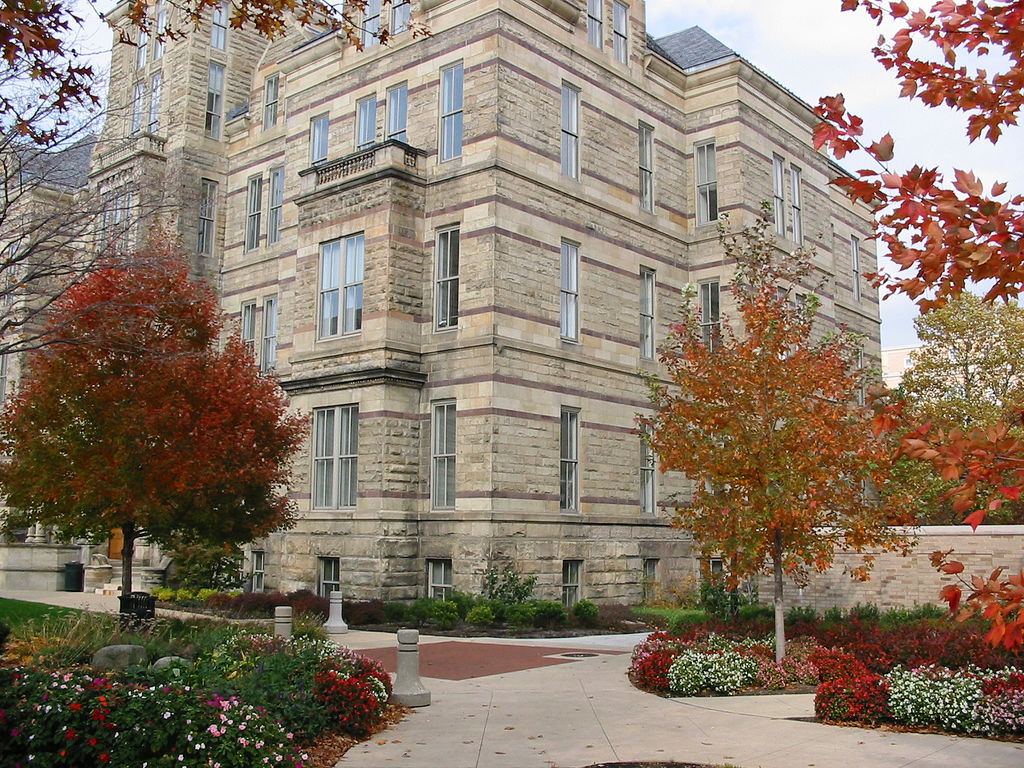
アデルバート・ホール

ケース・ウェスタン・リザーブ大学（ケース・ウェスタン・リザーブだいがく、Case Western Reserve University）はアメリカ合衆国オハイオ州クリーブランドにある私立工科系総合大学。1967年創立。ケース工科大学（1880年創立）とウェスタン・リザーブ大学（1826年創立）を前身とする。
米国・カナダ両国の主要研究大学が加盟する、アメリカ大学協会のメンバーであり、USニューズ&ワールド・レポートの2007年度のランキングによると、学部のプログラムの総合評価はオハイオ州内では第1位、全米では第38位にランクされるなど高い評価を得ており、とくに医学、生化学の教育・研究レベルの質の高さは全米でもトップクラスである。

## 歴史
2020年、第1回アメリカ合衆国大統領選挙討論会が開催された。

## 特徴
医学部（Case Western Reserve University School of Medicine）は、その医療機関としてケースメディカルセンター（University Hospitals of Cleveland, Case Medical Center）とレインボー小児病院（Rainbow Babies and Children's Hospital）を擁する。医学教育の一部は、学際地区（University Circle）に隣接するエリアにあるクリーブランド・クリニックでもおこなわれる。ケースメディカルセンターとクリーブランド・クリニックは良きライバル関係にあったが、2002年、ケース・ウェスタン・リザーヴ大学の３つめの医学部プログラム「College Program」がクリーブランド・クリニック内に創設された（Cleveland clinic Lerner College of Medicine）。ケース・ウェスタン・リザーヴ大学の医学部プログラムには、その他、メインキャンパスにあたる「University Program」及び、卒業と同時にM.D.とPh.D.を共に取得できる米国でもまれな制度「Medical Scientist Training Program」（MSTP）がある。ケース・ウェスタン・リザーヴ大学医学部はこのMSTPの前身となったMD-PhD Programを全米で最初に導入した医学部としても知られている。
医学雑誌として「The American Journal of Tropical Medicine and Hygiene」を主宰している。

## ランキング
- THE世界ランキング2013-2014：世界88位[2]
- QS世界大学ランキング：世界175位[3]
- 世界学術大学ランキング：世界99位[4]

## 著名な出身者
- ピーター・アグレ - 化学者、ノーベル化学賞受賞
- ポール・バーグ - 化学者、ノーベル化学賞受賞
- ジョージ・オラー - 化学者、ノーベル化学賞受賞
- ドナルド・アーサー・グレーザー - 物理学者、ノーベル物理学賞受賞
- アルバート・マイケルソン - 物理学者、ノーベル物理学賞受賞
- ポリカプ・クッシュ - 物理学者、ノーベル物理学賞受賞
- フレデリック・ライネス - 物理学者、ノーベル物理学賞受賞
- アルフレッド・ギルマン - 医学者、ノーベル生理学・医学賞受賞
- コルネイユ・ジャン・フランソワ・ハイマンス - 医学者、ノーベル生理学・医学賞受賞
- フェリド・ムラド - 医学者、ノーベル生理学・医学賞受賞
- フレデリック・チャップマン・ロビンス - 医学者、ノーベル生理学・医学賞受賞
- ジョージ・ヒッチングス - 薬理学者、ノーベル生理学・医学賞受賞
- エール・サザランド - 生理学者、ノーベル生理学・医学賞受賞
- ポール・ラウターバー - 化学者、ノーベル生理学・医学賞受賞
- ジョン・ジェームズ・リチャード・マクラウド - 医学者、ノーベル生理学・医学賞受賞
- ジム・ブリックマン - 作曲家、ピアニスト
- ドナルド・クヌース - 情報工学者
- エドワード・モーリー - 物理学者
- ロジャー・ゼラズニイ - 作家
- 土岐大介 - ゴールドマン・サックス・アセット・マネジメント社長、BNPパリバ・アセットマネジメントCEO
- 玉塚元一 - ロッテホールディングス代表取締役社長、元株式会社ファーストリテイリング代表取締役社長兼COO、元株式会社ローソン代表取締役会長CEO
- 田中伸男 - 経済産業省通商政策局通商機構部長
- 各務茂夫 - 東京大学 教授
- 森戸晋 - 早稲田大学理工学術院 教授
- 目黒依子 - 上智大学 名誉教授
- 藤田浩之 - 実業家